# Eupithecia fatigata
Eupithecia fatigata là một loài bướm đêm trong họ Geometridae.